# Alex Reese
Alex Reese (Pelham, 21 maggio 1999) è un cestista statunitense, professionista in NBA con i Philadelphia 76ers e in G League con i Delaware Blue Coats.

## Carriera
Dopo aver completato la carriera collegiale ad Alabama, non viene scelto al Draft NBA 2021, rimanendo undrafted. Trascorre un anno lontano dai campi da gioco, lavorando come barista, per poi essere firmato dai lussemburghesi dell'Amicale Steesel, dove rimane per un anno. Nel 2023 torna negli States, dove firma per la franchigia di G League dei Rip City Remix. L'anno dopo firma poi per gli Oklahoma City Thunder, ma viene tagliato dopo solo una partita, ritornando quindi in G League, sempre con la casacca dei Remix.

## Statistiche

### College
| Anno      | Squadra            | PG  | PT | MP   | TC%  | 3P%  | TL%  | RP  | AP  | PRP | SP  | PP  |
| --------- | ------------------ | --- | -- | ---- | ---- | ---- | ---- | --- | --- | --- | --- | --- |
| 2017-2018 | Alabama Crim. Tide | 32  | 1  | 11,6 | 39,0 | 32,4 | 78,6 | 2,8 | 0,3 | 0,5 | 0,2 | 4,0 |
| 2018-2019 | Alabama Crim. Tide | 28  | 0  | 13,3 | 40,3 | 37,5 | 75,5 | 2,5 | 0,5 | 0,4 | 0,4 | 6,3 |
| 2019-2020 | Alabama Crim. Tide | 31  | 26 | 22,8 | 39,1 | 29,8 | 66,7 | 4,8 | 1,1 | 0,4 | 1,0 | 8,8 |
| 2020-2021 | Alabama Crim. Tide | 33  | 9  | 15,2 | 36,9 | 28,2 | 70,6 | 3,1 | 0,6 | 0,5 | 0,5 | 5,4 |
| Carriera  | Carriera           | 124 | 36 | 15,7 | 38,7 | 31,1 | 71,9 | 3,3 | 0,6 | 0,4 | 0,5 | 6,1 |

### NBA

#### Regular Season
| Anno      | Squadra            | PG | PT | MP   | TC%  | 3P%  | TL%  | RP  | AP  | PRP | SP  | PP  |
| --------- | ------------------ | -- | -- | ---- | ---- | ---- | ---- | --- | --- | --- | --- | --- |
| 2024-2025 | Oklahoma Thunder   | 1  | 0  | 2,0  | 100  | -    | -    | 1,0 | 0,0 | 0,0 | 0,0 | 2,0 |
| 2024-2025 | Philadelphia 76ers | 14 | 0  | 15,3 | 47,2 | 36,6 | 75,0 | 3,3 | 0,3 | 0,7 | 0,7 | 5,3 |
| Carriera  | Carriera           | 15 | 0  | 14,4 | 48,1 | 36,6 | 75,0 | 3,1 | 0,3 | 0,7 | 0,7 | 5,1 |

### G League
| Anno      | Squadra         | PG | PT | MP   | TC%  | 3P%  | TL%  | RP  | AP  | PRP | SP  | PP   |
| --------- | --------------- | -- | -- | ---- | ---- | ---- | ---- | --- | --- | --- | --- | ---- |
| 2023-2024 | Rip City Remix  | 43 | 0  | 17,3 | 44,2 | 40,5 | 76,6 | 4,6 | 0,7 | 0,6 | 1,2 | 11,5 |
| 2024-2025 | Rip City Remix  | 26 | 21 | 26,9 | 48,7 | 42,9 | 88,2 | 7,2 | 1,3 | 1,2 | 2,0 | 17,0 |
| 2024-2025 | Del. Blue Coats | 5  | 5  | 29,4 | 28,8 | 24,0 | 66,7 | 5,4 | 1,8 | 1,2 | 1,0 | 11,4 |
| Carriera  | Carriera        | 74 | 26 | 21,5 | 44,7 | 39,9 | 79,1 | 5,6 | 1,0 | 0,8 | 1,5 | 13,4 |